# Carlos Rodríguez (Radsportler)
Carlos Rodríguez Cano (* 2. Februar 2001 in Almuñécar) ist ein spanischer Radrennfahrer.

## Sportlicher Werdegang
Nach nationalen Titeln in der Jugend wurde Rodríguez 2018 und 2019 Spanischer Junioren-Meister im Einzelzeitfahren, bei den UEC-Straßen-Europameisterschaften 2018 gewann er die Bronzemedaille im Einzelzeitfahren. In beiden Jahren konnte er sich auch bei der Tour de Gironde durch Etappensiege und in der Gesamtwertung auszeichnen.
Zur Saison 2020 erhielt Rodríguez einen 4-Jahres-Vertrag beim UCI WorldTeam Ineos Grenadiers und übersprang die U23. Seinen ersten Renneinsatz als Profi hatte er bei der UAE Tour 2020. In der Saison 2021 gewann er im UCI Nations’ Cup U23 bei der Tour de l’Avenir eine Etappe sowie die Berg- und Nachwuchswertung, den Gewinn der Gesamtwertung verpasste er als Zweiter nur um wenige Sekunden.
In der Saison 2022 erzielte Rodríguez mit dem Gewinn der fünften Etappe der Baskenland-Rundfahrt seinen ersten Sieg als Profi, und diesen gleich auf der UCI WorldTour. Im Juni wurde er im  Straßenrennen erstmals Spanischer Meister in der Elite. Mit der Vuelta a España 2022 nahm er erstmals an einer Grand Tour teil und beendete diese als bester Fahrer des Teams Ineos Grenadiers auf Platz sieben der Gesamtwertung.
Nach guten Resultaten im Frühjahr des Jahres 2023 brach er sich bei der Strade Bianche das rechte Schlüsselbein und fiel für mehrere Wochen aus. Beim Critérium du Dauphiné kehrte er ins Fahrerfeld zurück und gewann neben Platz neun in der Gesamtwertung die Nachwuchswertung. Wenige Wochen später startete er bei der Tour de France 2023, die er als Co-Leader in Angriff nahm. Auf den ersten Etappen präsentierte er sich als stärkster Fahrer der Ineos Grenadiers und gewann die 14. Etappe, die über mehrere Alpenpässe führte. Schlussendlich belegte er in der Gesamtwertung den fünften Rang und wurde zweiter der Nachwuchswertung.
Im Jahr 2024 gewann er die abschließende Etappe der Baskenland-Rundfahrt, ehe er mit der Tour de Romandie erstmals ein Etappenrennen der UCI WorldTour für sich entschied. In Vorbereitung auf die Tour de France ging er beim Critérium du Dauphiné an den Start, wo er die abschließende Bergankunft auf dem Plateau des Glières gewann und dabei auch den gesamtführenden Primož Roglič distanzierte. Nach seinem vierten Gesamtrang ging er als Kapitän der Ineos Grenadiers bei der Tour de France an den Start, blieb mit dem siebten Gesamtrang jedoch hinter den Erwartungen zurück. In die Vuelta a España 2024 ging er als Teamleader mit dem Ziel, die Rundfahrt zu gewinnen, konnte aber als Zehnter der Gesamtwertung die hohen Erwartungen erneut nicht erfüllen. 
Zu Beginn der Saison 2025 gewann er im Alter von 24 Jahren als Gesamtsechster die Nachwuchswertung der Valencia-Rundfahrt. Bei der UAE Tour zog er sich wenig später einen Schlüsselbeinbruch zu.

## Erfolge
2018
- Europameisterschaften (Junioren) – Einzelzeitfahren
- Spanischer Meister (Junioren) – Einzelzeitfahren
- eine Etappe Trophée Centre Morbihan
- eine Etappe, Punktwertung und Nachwuchswertung Tour de Gironde

2019
- Spanischer Meister (Junioren) – Einzelzeitfahren
- Gipuzkoa Klasika
- Gesamtwertung, eine Etappe und Punktewertung Tour de Gironde

2021
- eine Etappe, Bergwertung und Nachwuchswertung Tour de l’Avenir
- Mannschaftszeitfahren Tour of Britain

2022
- eine Etappe Baskenland-Rundfahrt
- Spanischer Meister – Straßenrennen
- Nachwuchswertung Route d’Occitanie
- Nachwuchswertung Burgos-Rundfahrt

2023
- Nachwuchswertung Critérium du Dauphiné
- eine Etappe Tour de France
- eine Etappe Tour of Britain

2024
- eine Etappe Baskenland-Rundfahrt
- Gesamtwertung Tour de Romandie
- eine Etappe Critérium du Dauphiné

2025
- Nachwuchswertung Valencia-Rundfahrt

## Wichtige Platzierungen
| Grand Tour            | 2022 | 2023 | 2024 | 2025 |
| --------------------- | ---- | ---- | ---- | ---- |
| Giro d’ItaliaGiro     | –    | –    | –    | –    |
| Tour de FranceTour    | –    | 5    | 7    | DNF  |
| Vuelta a EspañaVuelta | 7    | –    | 10   |      |

| Monument                 | 2022 | 2023 | 2024 | 2025 |
| ------------------------ | ---- | ---- | ---- | ---- |
| Lüttich–Bastogne–Lüttich | DNF  | –    | –    | 33   |
| Lombardei-Rundfahrt      | 5    | 7    | –    |      |